# مومويرو كلوفر زد
مومويرو كلوفر زد (باليابانية: ももいろクローバーZ، بالإنجليزية: Momoiro Clover Z) وتعني حرفيا «وردي البرسيم Z» هي فرقة بوب من اليابان. تشكلت في مدينة طوكيو عام 2008.

## أعضاء الفرقة
| الاسم                                      | تاريخ الميلاد          | اللون  | ملاحظات       |
| ------------------------------------------ | ---------------------- | ------ | ------------- |
| كاناكو موموتا (百田 夏菜子، Kanako Momota) | 12 يوليو 1994 (30 سنة) | أحمر   | الزعيم        |
| شيوري تاماي (玉井 詩織، Shiori Tamai)      | 4 يونيو 1995 (30 سنة)  | أصفر   | اللقب: شيورين |
| أياكا ساساكي (佐々木 彩夏، Ayaka Sasaki)   | 11 يونيو 1996 (29 سنة) | زهري   | اللقب: أرين-  |
| ريني تاكاغي (高城 れに، Reni Takagi)       | 21 يونيو 1993 (32 سنة) | بنفسجي | الزعيم السابق |

### أعضاء سابقون
| الاسم                                     | تاريخ الميلاد         | اللون | ملاحظات       |
| ----------------------------------------- | --------------------- | ----- | ------------- |
| أكاري هايامي (早見 あかり، Akari Hayami)  | 17 مارس 1995 (30 سنة) | أزرق  | اللقب: أكارين |
| موموكا أرياسو (有安 杏果، Momoka Ariyasu) | 15 مارس 1995 (30 سنة) | أخضر  |               |

الأخرى
- رونا يوميكاوا (弓川 留奈، Runa Yumikawa؛ ولدت في 4 فبراير 1994)
- تسوكينا تاكاي (高井 つき奈، Tsukina Takai؛ ولدت في 6 يوليو 1995)
- ميو واغاوا (和川 未優، Miyū Wagawa؛ ولدت في 19 ديسمبر 1993)
- مانامي إيكورا (伊倉 愛美، Manami Ikura؛ ولدت في 4 فبراير 1994)
- سوميري فوجيشيرو (藤白 すみれ، Sumire Fujishiro؛ ولدت في 8 مايو 1994)
- يوكينا كاشيوا (柏 幸奈، Yukina Kashiwa؛ ولدت في 12 أغسطس 1994)

## ديسكوغرافيا

### الأغاني المنفردة
| #                   | العنوان | تاريخ الإصدار       | ذروة المواقف بيانيا | ذروة المواقف بيانيا     | الشهادات (RIAJ)     | الألبوم                 |                     |                     |
| #                   | العنوان | تاريخ الإصدار       | أوريكون             | بيلبورد اليابان هوت 100 | الشهادات (RIAJ)     | الألبوم                 |                     |                     |
| شركة تسجيلات مستقلة | شركة تسجيلات مستقلة | شركة تسجيلات مستقلة | شركة تسجيلات مستقلة | شركة تسجيلات مستقلة     | شركة تسجيلات مستقلة | شركة تسجيلات مستقلة     | شركة تسجيلات مستقلة | شركة تسجيلات مستقلة |
| ------------------- | --- | ------------------- | ------------------- | ----------------------- | ------------------- | ----------------------- | ------------------- | ------------------- |
| 1                   | "Momoiro Punch" (باليابانية: ももいろパンチ)                                                                                                 | 5 أغسطس 2009        | 23                  | —                       |                     | Iriguchi no Nai Deguchi |                     |                     |
| 2                   | "Mirai e Susume!" (باليابانية: 未来へススメ！)                                                                                               | 11 نوفمبر 2009      | 11                  | —                       |                     | Iriguchi no Nai Deguchi |                     |                     |
| شركة تسجيلات كبرى   | |                     |                     |                         |                     |                         |                     |                     |
| 1                   | "Ikuze! Kaitō Shōjo" (باليابانية: 行くぜっ！怪盗少女) - كما تم إعادة إصداره في 26 سبتمبر 2012 تحت اسم "Ikuze! Kaitō Shōjo ~Special Edition~" | 5 مايو 2010         | 3 7*                | 19 29*                  |                     | Battle and Romance      |                     |                     |
| 2                   | "Pinky Jones" (باليابانية: ピンキージョーンズ)                                                                                               | 10 نوفمبر 2010      | 8                   | 28                      |                     | Battle and Romance      |                     |                     |
| 3                   | "Mirai Bowl / Chai Maxx" (باليابانية: ミライボウル/Chai Maxx)                                                                                | 7 مارس 2011         | 3                   | 12                      |                     | Battle and Romance      |                     |                     |
| 4                   | "Z Densetsu: Owarinaki Kakumei" (باليابانية: Z伝説 ～終わりなき革命～)                                                                       | 6 يوليو 2011        | 5                   | 22                      |                     | Battle and Romance      |                     |                     |
| 5                   | "D' no Junjō" (باليابانية: D'の純情) | 6 يوليو 2011        | 6                   | 59                      |                     | Battle and Romance      |                     |                     |
| 6                   | "Rōdō Sanka" (باليابانية: 労働賛歌) | 23 نوفمبر 2011      | 7                   | 13                      |                     | 5th Dimension           |                     |                     |
| 7                   | "Mōretsu Uchū Kōkyōkyoku, Dai 7 Gakushō "Mugen no Ai"" (باليابانية: 猛烈宇宙交響曲・第七楽章「無限の愛」)                                    | 7 مارس 2012         | 5                   | 2                       | ذهبي                | 5th Dimension           |                     |                     |
| 8                   | "Otome Sensō" (باليابانية: Z女戦争) | 27 يونيو 2012       | 3                   | 3                       | ذهبي                | 5th Dimension           |                     |                     |
| —                   | "Nippon Egao Hyakkei" (باليابانية: ニッポン笑顔百景) - تعمل تحت اسم Momoclo Tei Ichimon (باليابانية: 桃黒亭一門)                             | 5 سبتمبر 2012       | 6                   | —                       |                     | —                       |                     |                     |
| 9                   | "Saraba, Itoshiki Kanashimitachi yo" (باليابانية: サラバ、愛しき悲しみたちよ)                                                                | 21 نوفمبر 2012      | 2                   | 1                       | ذهبي                | 5th Dimension           |                     |                     |
| 10                  | "\|Gounn" (باليابانية: GOUNN) | 6 نوفمبر 2013       |                     |                         |                     |                         |                     |                     |

* "Ikuze! Kaitō Shōjo ~Special Edition~" في عام 2012

### الألبومات
| # | الألبوم | ذروة المواقف بيانيا | الشهادات (RIAJ) |
| # | الألبوم | أوريكون             | الشهادات (RIAJ) |
| - | --- | ------------------- | --------------- |
| 1 | Battle and Romance (باليابانية: バトル アンド ロマンス) - تاريخ الإصدار: 27 يوليو 2011 - شركة الإنتاج: ستارتشايلد / تسجيلات كينغ (KICS-91678 (Limited A), KICS-91679 (Limited B), KICS-1678 (Regular)) - الشكل: سي دي، تحميل رقمي | 3 2*                | ذهبي            |
| 2 | 5th Dimension (باليابانية: 5TH DIMENSION) - تاريخ الإصدار: 10 أبريل 2013 - شركة الإنتاج: ستارتشايلد / تسجيلات كينغ - الشكل: سي دي، تحميل رقمي                                                                                     | 1                   | بلاتينيوم       |
| – | Iriguchi no Nai Deguchi (باليابانية: 入口のない出口) - مجموعة من الأغاني المستقلة - تاريخ الإصدار: 5 يونيو 2013 - شركة الإنتاج: SDR (Stardust Records) - الشكل: سي دي، تحميل رقمي                                                 | 2                   |                 |

* في عام 2013

### الأغاني المصورة

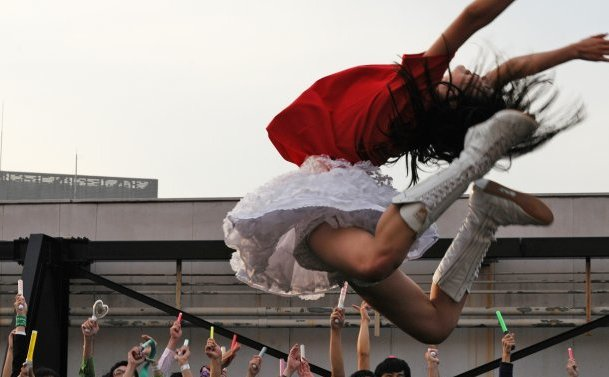
"Ikuze! Kaitō Shōjo"

| الأغنية الفردية #   |                                                         | الأغنية المصورة الرسمية على يوتيوب |
| شركة تسجيلات مستقلة | شركة تسجيلات مستقلة                                     | شركة تسجيلات مستقلة                |
| ------------------- | ------------------------------------------------------- | ---------------------------------- |
| 1                   | "Momoiro Punch"                                         |                                    |
| 2                   | "Mirai e Susume!"                                       |                                    |
| شركة تسجيلات كبرى   |                                                         |                                    |
| 1                   | "Ikuze! Kaitō Shōjo"                                    | الأغنية المصورة                    |
| 2                   | "Pinky Jones"                                           | الأغنية المصورة                    |
| 2                   | "Coco Natsu" (باليابانية: ココ☆ナツ)                    |                                    |
| 2                   | "Kimi to Sekai" (باليابانية: キミとセカイ)              |                                    |
| 3                   | "Mirai Bowl"                                            | الأغنية المصورة                    |
| 3                   | "Chai Maxx"                                             | الأغنية المصورة                    |
| 4                   | "Z Densetsu: Owarinaki Kakumei"                         | الأغنية المصورة                    |
| 5                   | "D' no Junjō"                                           | الأغنية المصورة                    |
| 6                   | "Rōdō Sanka"                                            | الأغنية المصورة                    |
| 6                   | "Santa-san" (باليابانية: サンタさん)                    | الأغنية المصورة                    |
| 7                   | "Mōretsu Uchū Kōkyōkyoku. Dai 7 Gakushō "Mugen no Ai""  | الأغنية المصورة                    |
| 8                   | "Otome Sensō"                                           | الأغنية المصورة                    |
| 8                   | "PUSH"                                                  | الأغنية المصورة                    |
| 8                   | "Mite Mite Kocchichi" (باليابانية: みてみて☆こっちっち) | الأغنية المصورة                    |
| 9                   | "Saraba, Itoshiki Kanashimitachi yo"                    | الأغنية المصورة                    |
| 9                   | "Wee-Tee-Wee-Tee"                                       | الأغنية المصورة                    |
| الألبوم 2           | "Neo STARGATE"                                          | الأغنية المصورة                    |
| الألبوم 2           | "BIRTH Ø BIRTH"                                         | الأغنية المصورة                    |
| 10                  | "GOUNN"                                                 | الأغنية المصورة                    |

## الجوائز
| السنة | الجائزة                           | الفئة              | العمل المرشح                         | النتيجة |
| ----- | --------------------------------- | ------------------ | ------------------------------------ | ------- |
| 2012  | 4th CD Shop Awards                |                    | Battle and Romance                   | فوز     |
| 2013  | 2013 MTV Video Music Awards Japan | أفضل تصميم الرقصات | "Saraba, Itoshiki Kanashimitachi yo" | فوز     |

## وصلات خارجية
- مومويرو كلوفر زد على موقع IMDb (الإنجليزية)
- مومويرو كلوفر زد على موقع ميوزك برينز (الإنجليزية)
- مومويرو كلوفر زد على موقع أول ميوزيك (الإنجليزية)
- مومويرو كلوفر زد على موقع ديسكوغز (الإنجليزية)
- مومويرو كلوفر زد على موقع ديسكوغز (الإنجليزية)
- مومويرو كلوفر زد على موقع ANN person (الإنجليزية)

- Stardust Music على YouTube
- الموقع الرسمي (باليابانية)
- الموقع الرسمي (بالإنجليزية)
- Momoiro Clover Z على Ustream